# 日本脳神経外科救急学会
座標: 北緯34度43分43秒 東経135度33分15秒 / 北緯34.7286955度 東経135.5541404度
特定非営利活動法人日本脳神経外科救急学会（にほんのうしんけいげかきゅうきゅうがっかい、英称: Japan Society of Neurosurgical Emergency 、略称:JSNE）は、脳神経外科医療のなかで救急対応を要する疾患群を対象として平成8年に関西脳神経外科研究会として設立された学術団体。設立後、第3回より脳神経外科救急研究会、第5回より日本脳神経外科救急研究会を経て、第7回より現在の名称となった。2012年5月30日、特定非営利活動法人として事務所所在地である大阪府より認可を受けた。事務局を守口市守口市文園町10-15関西医科大学脳神経外科内に置いている。

## 事業
- 学術集会の開催、機関誌・論文・図書・研究資料の刊行、日本国内外の関係団体との協力活動、など
- 学術集会は、学会形式で年一回となっている。

| 回数   | 開催年月  | 会長       | 会長所属（開催当時）                                 | 開催地 | 備考 |
| ------ | --------- | ---------- | ---------------------------------------------------- | ------ | ---- |
| 第 1回 | 1996年1月 | 長澤史朗   | 大阪医科大学脳神経外科                               | 大阪   |      |
| 第 2回 | 1997年1月 | 織田祥史   | 神戸中央市民病院脳神経外科                           | 大阪   |      |
| 第 3回 | 1998年1月 | 山木垂水   | 京都府立医科大学脳神経外科                           | 大阪   |      |
| 第 4回 | 1999年1月 | 藤田勝三   | 西神戸医療センター脳神経外科                         | 大阪   |      |
| 第 5回 | 2000年1月 | 有賀徹     | 昭和大学救急医学教授                                 | 大阪   |      |
| 第 6回 | 2001年1月 | 重森稔     | 久留米大学脳神経外科教授                             | 福岡   |      |
| 第 7回 | 2002年1月 | 片山容一   | 日本大学脳神経外科教授                               | 東京   |      |
| 第 8回 | 2003年1月 | 河本圭司   | 関西医科大学脳神経外科教授                           | 大阪   |      |
| 第 9回 | 2004年1月 | 栗栖薫     | 広島大学脳神経外科教授                               | 広島   |      |
| 第10回 | 2005年1月 | 佐野公俊   | 藤田保健衛生大学脳神経外科教授                       | 名古屋 |      |
| 第11回 | 2006年1月 | 黒岩敏彦   | 大阪医科大学脳神経外科教授                           | 大阪   |      |
| 第12回 | 2007年1月 | 堤晴彦     | 埼玉医科大学総合医療センター高度救命救急センター教授 | 東京   |      |
| 第13回 | 2008年1月 | 大野喜久郎 | 東京医科歯科大学脳神経外科教授                       | 東京   |      |
| 第14回 | 2009年1月 | 島克司     | 防衛医科大学校校脳神経外科教授                       | 埼玉   |      |
| 第15回 | 2010年2月 | 小川武希   | 東京慈恵会医科大学救急医学教授                       | 東京   |      |
| 第16回 | 2011年1月 | 加藤庸子   | 藤田保健衛生大学脳神経外科教授                       | 名古屋 |      |
| 第17回 | 2012年1月 | 松前光紀   | 東海大学脳神経外科教授                               | 東京   |      |
| 第18回 | 2013年2月 | 大熊洋揮   | 弘前大学脳神経外科教授                               | 弘前   |      |
| 第19回 | 2014年1月 | 奥寺敬     | 富山大学大学院危機管理医学教授                       | 富山   |      |
| 第20回 | 2015年1月 | 塩川良昭   | 杏林大学脳神経外科教授                               | 東京   |      |
| 第21回 | 2016年1月 | 平山晃康   | 日本大学医学部脳神経外科教授                         | 東京   |      |
| 第22回 | 2017年1月 | 田宮 隆    | 香川大学医学部脳神経外科教授                         | 東京   |      |
| 第23回 | 2018年1月 | 奥地一夫   | 奈良県立医科大学医学部脳神経外科教授                 | 奈良   |      |
| 第24回 | 2019年1月 | 岩瀬正顕   | 関西医科大学総合医療センター脳神経外科教授           | 大阪   |      |

第25回（2020年1月）は栗田浩樹（埼玉医科大学国際医療センター脳卒中外科教授）が、第26回（2021年1月）は宮地　茂（愛知医科大学脳血管治療センター教授）が開催予定である。

## 機関誌
- 『Neurosurgical Emergency』(ISSN 1342-6214) 学会プログラム号および年数回

## プロジェクト
- エマージェンシーコーマスケールECSを日本神経救急学会と合同で開発。
- 脳神経外科救急基礎コースPNLSを開発し開催。

## 関連学会
- 日本脳神経外科学会 関連学会であり出席するとクレジット５点が付与される
- 日本救急医学会 専門医制度における「その他の救急医学に関連する学会」であり業績目録で５点が付与される
- 日本蘇生協議会 社員として参加　PNLSはJRC蘇生ガイドラインの神経蘇生に準拠している